# Decreto de Graciano

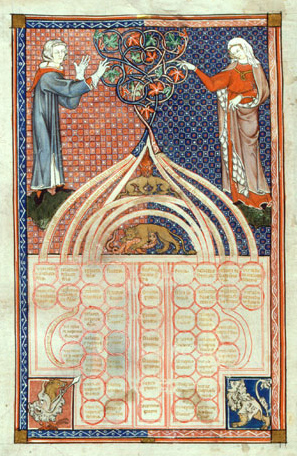
El Decreto de Graciano, obra de Derecho canónico del monje jurista y profesor de teología Graciano.

El Decreto de Graciano (en latín Decretum Gratiani o Concordia discordantium canonum, también conocido en español como «Concordancia de las discordancias de los cánones», «Armonía de los cánones discordantes» o «Concordia de los cánones discordantes») es una obra del siglo XII perteneciente al Derecho canónico que, como indica su título, trata de conciliar la totalidad de las normas canónicas existentes desde siglos anteriores, muchas de ellas opuestas entre sí. Su autor fue el monje jurista Graciano que lo redactó entre 1140 y 1142 y constituye la primera parte de la colección de seis obras jurídicas canónicas conocida como Corpus Iuris Canonici. 
El Decreto de Graciano representa un paso importante para la consolidación del Derecho de la Iglesia católica en la Alta y Baja Edad Media. La obra, monumental en su extensión, constituye una aportación a la unificación jurídica y se trata, por tanto, del fruto de la actividad doctrinal de un canonista y no de una política legislativa pontificia, camino que venía siendo el más utilizado hasta entonces para tal fin.
Pese a que el Decreto no fue promulgado oficialmente (aunque, según la tradición medieval, habría sido aprobado por el papa Eugenio III), alcanzó gran difusión en la práctica, no solo por su indudable utilidad sino por la autoridad propia de los textos que recogía: cánones pertenecientes a concilios tanto ecuménicos como locales, europeos, africanos o asiáticos, así como textos de las Sagradas Escrituras, de la Patrística y de algunas fuentes romanas (en su segunda versión). Además, la obra fue comentada mediante glosas, destacando en este punto la labor del papa Alejandro III.

## Autor

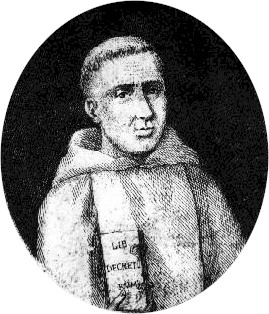
Graciano, monje jurista autor de la obra.

Graciano (también llamado Franciscus Gracianus, Jean Gratien, Johannes Gratianus, Gratiani, Giovanni Graziano en italiano o Gratian en inglés) fue un monje camaldulense, jurista y profesor de teología de Bolonia. Las fechas de su nacimiento y muerte son desconocidas y, aunque se sabe que su vida transcurrió a lo largo de los siglos XII y XIII, su biografía está sujeta a especulación.
Según la Crónica de Martin de Troppau, Graziano nació en Chiusi, Toscana (Italia). De acuerdo con otras versiones pudo ser cerca de Orvieto, en la región italiana de Umbría. Graciano se hizo monje en Camaldoli y después se dedicó a la enseñanza del Derecho en el monasterio de San Félix, en Bolonia, consagrando su vida a estudiar los cánones eclesiásticos y elaborar su Decreto de Graciano. Al parecer se sirvió de la ayuda de sus discípulos en el monasterio de San Félix —especialmente de Paucapalea—, que continuaron su obra, añadiéndole incluso las llamadas Paleae. 
Sus logros en el campo del Derecho canónico lo convirtieron en una eminencia en la época y junto al prestigio de Irnerio en el campo del Derecho Civil convirtieron a Bolonia en el centro del estudio del Derecho por excelencia. Gracias a ambos, tras la proliferación de universidades por toda Europa el Derecho se convierte en una ciencia jurídica independiente de la Retórica y se difunde por todo el continente, siendo el epicentro de dicha revolución la misma Universidad de Bolonia.
La fecha, causa y lugar de su muerte también se desconocen. Probablemente le sobreviniera antes del III Concilio de Letrán (1179), ya que según las crónicas, «se siente la ausencia del Maestro», como lo llamaban entonces. También se desconoce el lugar donde está enterrado aunque Bolonia reivindica dicho honor y ha edificado un monumento funerario a Graciano en la basílica de San Petronio.
Su biografía está sujeta a discusión ya que se ha podido demostrar que la biografía tradicional que nos ha llegado es falsa en su mayor parte, llegando incluso a dudarse de que fuera monje (en las crónicas de Richard Howlett sobre Roberto de Torigni se revela que este afirmaba que Graciano era el obispo de Chiusi) y otros cronistas lo sitúan como consejero del papa Inocencio II (1130-1143) o de Eugenio II (1145-1163), aunque su estado de monje está apoyado por la mayoría de la doctrina. Por el contrario sí se sabe con total certeza que fue el autor del Concordia discordantium canonum.

## Estructura del texto
La obra, que es una colección de unos tres mil ochocientos textos que recogen y sistematizan el Derecho canónico anterior (ver Fuentes), está estructurada en tres partes.

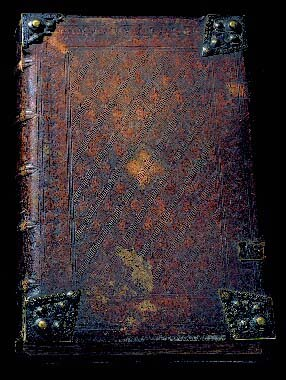
Ejemplar del manuscrito original

### Distinciones
La primera, Distinciones, se divide en 101 apartados:
- Definiciones sobre derecho divino y de costumbres, derecho positivo y natural.
- Una exposición sobre las diferentes fuentes utilizadas sobre derecho canónico: derecho escrito, decretos conciliares, decretales papales y derecho romano.
- Una exposición sobre el clero (regular y secular): oficios, derechos y deberes y condiciones de acceso.
- Una exposición sobre los obispos.

### Causae
La segunda parte, Causae, se divide en 36 apartados y aborda los grandes temas del Derecho canónico de la época: la simonía, el nombramiento y derogación de obispos, la duración de los cargos de los miembros del clero y su derogación, la herejía y la excomunión, etc. Para ello formula las Quaestiones en forma de subapartados. Las cáusae revelan supuestos de Derecho que se desarrollan mediante el método sic et non elaborando preguntas y respuestas. Esto otorga un gran carácter didáctico a la obra asemejando cada cáusae a un ejemplo que dicta un profesor a sus alumnos:

Quidam, cum non haberet uxorem, quandam meretricem sibiconiugio copulauit, que erat sterilis, neptis ingenui, filia originarii; quam cum pater uellet aliitradere, auus huic eam copulauit, causa solius incontinentiae. Deinde hic, penitencia ductus, exancilla propria filios sibi querere cepit. Postea de adulterio conuictus et punitus quendam rogauit, ut ui uxorem suam opprimeret, ut sic eam dimittere posset, quo facto quandam infidelem sibi copulauit, ea tamen condicione, ut ad Christianam religionem transiret. Hic primum queritur, anlicite meretrix ducatur in uxorem? Secundo, an ea, que causa incontinenciae ducitur, sit coniux appellanda? Tercio, cuius arbitrium aliqua sequatur, an liberi aui, an originarii patris? Quarto, siuiuente uxore liceat alicui ex ancilla filios querere? Quinto, si ea, que uim patitur, pudicitiam amittere conprobetur? Sexto, si adulter adulteram possit dimittere? Septimo, si uiuente dimissaaliam possit accipere? Octauo, si infidelem sub premissa condicione licet alicui fidelium in coniugem dúcere.
Un hombre que no tenía esposa, copuló con una meretriz, que era estéril, nieta de un ciudadano libre, e hija de un siervo; a la cual su padre a otro hubiera querido darla, el abuelo la hizo copular con este hombre con el único objetivo de que éste saciara su incontinencia. A partir de entonces, el hombre, conducido por el pesar, comenzó a intentar concebir niños con su propia criada. Después, cuando él había sido condenado por adulterio y castigado, solicitó a un hombre que tomara a su esposa por la violencia, de modo que fuera capaz de divorciarse de ella. Cuando esto se hizo, él se casó con una infiel, pero con la condición de que ella se convirtiera a la religión cristiana. Primero: ¿es lícito tomar a una prostituta como esposa? Segundo: ¿la que es tomada como esposa por la razón o el fin de la continencia debe ser llamada «esposa»? Tercero: ¿a cuál arbitrio seguiría ella? ¿al del abuelo libre o al del padre servil? Cuarto: ¿se le permite concebir niños con una criada mientras su esposa está viva? Quinto: ¿si ella sufre la violencia, es prueba de haber perdido su virtud? Sexto: ¿un hombre adúltero se puede divorciar de su esposa adúltera? Séptimo: ¿un hombre puede casarse con otra mientras su esposa divorciada está viva? Octavo: ¿un hombre cristiano puede tomar en matrimonio a una infiel en la condición ya mencionada?
Graciano (Concordia discordantium cánonum)

Destaca el apartado 2 C.33 en el que se aborda, utilizando el método de interpolación, el tema de la penitencia, que es dividido en seis distinciones, tomando una estructura parecida a la parte tercera.

### De consecratione
La tercera parte que se titula De consecratione, se divide en cinco Distinciones, y utiliza el método de interpolación. Trata sobre la consagración de las iglesias, la celebración de la misa, de los ritos del bautismo y la confirmación, y del ayuno. Es la más corta de las tres partes y su fin es estandarizar los eventos eclesiásticos más importantes.

## Método

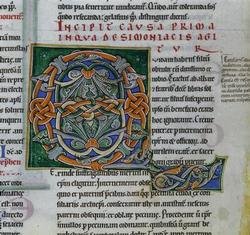
La ornamentación se mezcla continuamente con el texto, rasgo común en la toda la literatura de la Alta Edad Media.

Graciano recurre a la técnica dialéctica del sic et non elaborada por Pedro Abelardo. Este método escolástico se basa en la formulación de preguntas concretas con su posterior resolución en la cual se concluye con sí o un no. El título, Concordantia discordantium canonum, puede haber sido elegido por el propio Graciano, refiriéndose al método adoptado: agrupar los cánones por temas y autores adjuntando un comentario (dictum) en visas de conciliar las posibles diferencias existentes. En la sección de Causas, procede de la misma manera para cada una de las 36 «causas»: crea unas certeras preguntas sobre un mismo problema, respondiéndolas con fragmentos extraídos de los textos utilizando en algunas ocasiones (aunque será el método más común en De consecratione) el método de interpolación. Ya sea porque se precise una interpretación o porque exista una contradicción, Graciano recurre de nuevo a los dictum.
Finalmente el método de exposición resulta sobradamente didáctico e inmediatamente utilizable en las universidades de derecho de nueva creación tras su afirmación como ciencia independiente de la Retórica. Graciano reconoce el valor relativo de las diferencias de la fuentes e introduce la idea de jurisprudencia en el derecho canónico, además de dotarlo de un valor notablemente práctico y útil para su aplicación. Por todo ello aunque su obra no se consideró oficial, su uso se extendió por toda Europa y a través de la historia, considerándose hoy día a Graciano como la mayor influencia del derecho canónico moderno.

## Versiones

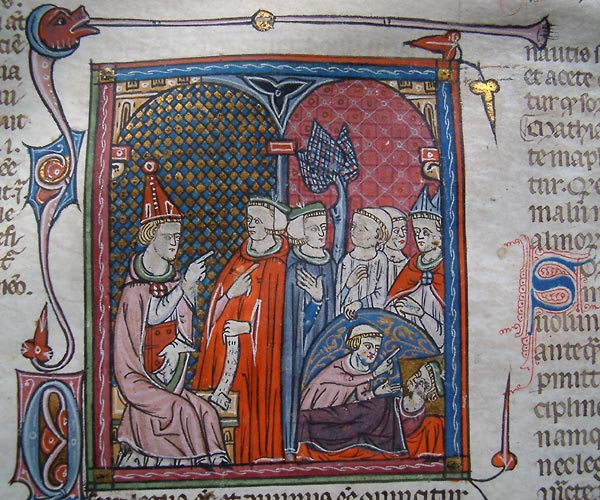
Dentro de las numerosas copias del manuscrito original según Anders Winroth se pueden distinguir dos versiones

Según el historiador Anders Winroth, perito en el tema, se publicaron dos versiones distintas del Decretum Gratiani:
- La primera versión fue redactada entre 1140 y 1142. Es un trabajo más coherente y analítico, con un carácter más doctrinal, y por ello más extenso. Se piensa, según las crónicas manuscritas de Roberto de Torigny, que esta versión original no contenía las consecratione.[15][16][17]

- La segunda versión data de 1150 y se toma como una revisión de la primera. Pone un énfasis mucho mayor en la primacía papal en sintonía con la corriente unificadora del momento que se desarrollaba en el contexto del derecho canónico altomedieval. Además incluía extractos de derecho romano, mientras que el primero no guarda relación con esta jurisprudencia.

Anders Winroth establece también una doctrina según la cual la segunda versión del texto corresponde a otro autor, que él denomina «Gratiani II» (Graciano II), sin embargo su teoría no es compartida de manera extensa entre los historiadores especialistas e investigadores.

## Fuentes

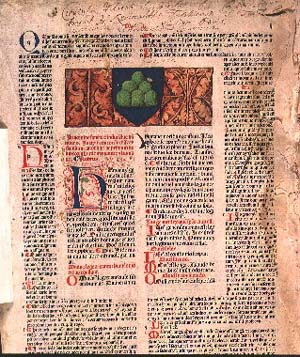
Fragmentos de la Concordia discordantium canonum

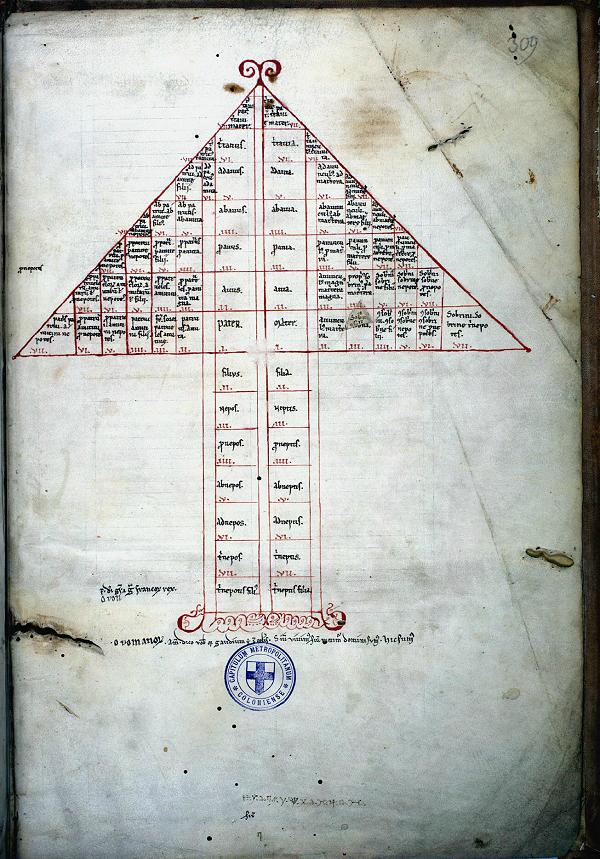
Fragmentos de la Concordia discordantium canonum

## Consecuencias y repercusión hasta la actualidad

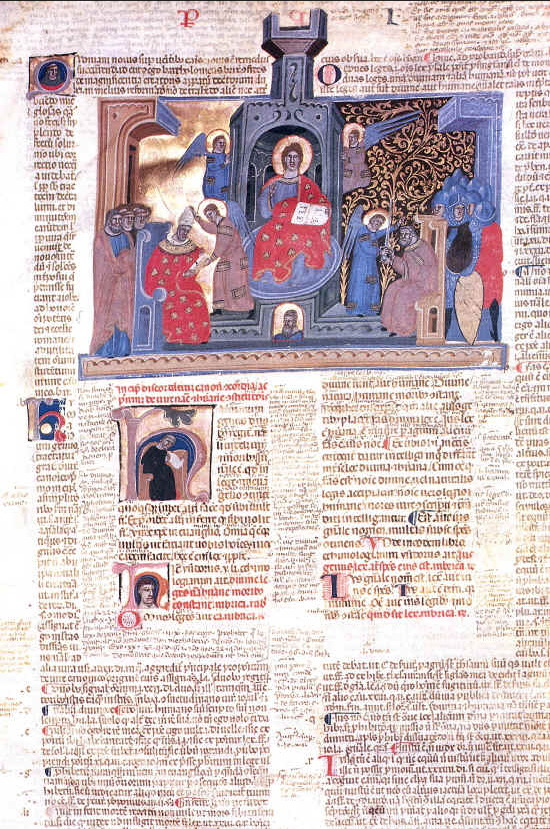
Las glosas escritas en los propios márgenes del libro.

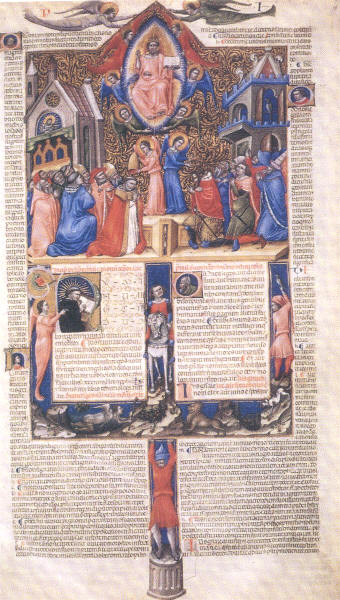
El fin último de este trabajo fue lograr la unificación jurídica que la Iglesia se propuso a partir del final de la Alta Edad Media.

## Historiadores y estudiosos

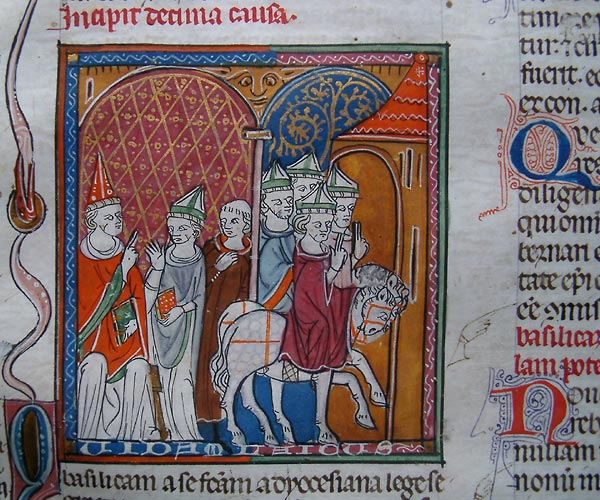
Actualmente se conservan en España alrededor de cincuenta manuscritos, de los cuales 10 son del o principios del.